# Nic Hoydonckx
Nicolaus "Nic" Huibrecht Hoydonckx (Bolderberg (Zolder), 29 december 1900 - Hasselt, 4 februari 1985) was een Belgisch voetballer die speelde als verdediger. Hij voetbalde in de eerste klasse bij Berchem Sport en Tilleur FC en speelde 36 wedstrijden met het Belgisch voetbalelftal. In de eerste klasse speelde Nic 119 wedstrijden en maakte 1 doelpunt.

## Loopbaan
Hoydonckx debuteerde in 1920 als linksback in het eerste elftal van Berchem Sport, dat in de tweede klasse actief was. In 1922 promoveerde de ploeg naar de eerste klasse. Hoydonckx bleef er voetballen tot in 1928. Ondertussen was Hoydonckx uitgegroeid tot de beste linksback van België en was hij een vaste waarde in het Belgisch voetbalelftal.
Hoydonckx verhuisde naar Limburg en ging bij derdeklasser Excelsior Hasselt voetballen. Ondanks het feit dat hij in een lagere afdeling speelde, bleef Hoydonckx een vaste waarde in het nationale elftal. Hij was de eerste Limburger die voetbalinternational werd.
Tussen 1928 en 1933 speelde Hoydonckx 36 wedstrijden met de Rode Duivels. Hij nam met de ploeg deel aan de Olympische Zomerspelen 1928 in Amsterdam en speelde er drie wedstrijden. Op het Wereldkampioenschap voetbal 1930 in Uruguay speelde Hoydonckx twee wedstrijden. Bij zijn laatste interland, op 26 november 1933 tegen Denemarken, was Hoydonckx de laatste speler geboren in de 19e eeuw die uitkwam voor de Rode Duivels.
Ondertussen was Excelsior Hasselt in 1930 gepromoveerd naar de tweede klasse en Hoydonckx bleef er spelen tot in 1933 toen de club weer naar de derde klasse degradeerde. Hoydonckx trok naar Tilleur FC, dat net gepromoveerd was naar de eerste klasse. De club degradeerde echter onmiddellijk terug naar de tweede klasse en Hoydonckx bleef er nog spelen tot in 1936 toen hij een punt zette achter zijn spelersloopbaan.
Daarna was Hoydonckx nog actief als voetbaltrainer in de provinciale reeksen bij onder meer Bolderberg FC, Esperanza Neerpelt en Sporting Spalbeek.